# Кирієнко Іван Іванович
Іван Іванович Кирієнко (1877 — 23 грудня 1918, Омськ) — український державний діяч, меншовик, депутат Державної думи II скликання від Київської губернії. 

## Життєпис
Походив із української шляхти.  
Випускник Київського реального училища. Навчався в Харківському технологічному інституті, але 5 разів був виключений з нього за участь у студентських заворушеннях, курсу так і не закінчив. Багаторазово заарештовувався. Входив до Російської соціал-демократичної партії, увійшов до фракції меншовиків. Володів землею площею 120 десятин. 
6 лютого 1907 обраний до Державної думи II скликання від загального складу виборців Київських губернських виборчих зборів. Увійшов до складу Соціал-демократичної фракції. Входив до думських комісій з виконання державного розпису доходів і витрат, зі свободи совісті та до аграрної комісії. Брав участь в дебатах з питань обрання Продовольчої комісії та Комісії з допомоги безробітним, щодо розміру контингенту новобранців призову 1907 року. 17 квітня 1907 позбавлений слова. 
Після розпуску Думи проходив у справі про соціал-демократичну фракцію і засуджений до 4 років каторги. Термін відбував у Олександрівській центральній каторжній в'язниці.  
У 1911 засланий до Карашчанської волості Кіренського повіту Іркутської губернії, а потім до села Уян Балаганського повіту. 
Після Лютневої революції призначений комісаром Тимчасового уряду в 11-й армії, і комісаром Київського військового округу. 
На початку серпня 1918 переїхав з Єкатеринбурга до Челябінська, там став головою військово-облікового столу.  
На початку вересня 1918 став помічником челябінського окружного комісара, а з кінця жовтня 1918 — комісар. 
У середині листопада 1918, перебуваючи на посаді голови цивільної адміністрації краю, відмовився визнати переворот адмірала Колчака, в ході якого були заарештовані члени Тимчасового Всеросійського уряду, обраного на Державній нараді в Уфі. Одночасно відмовився від збройного опору перевороту і ратував за мирне вирішення конфлікту. У ніч на 30 листопада 1918 затриманий і вивезений до Омська. 
22 грудня під час повстання більшовиків, піднятого в Омську, звільнений. Але, не розділяючи цілей повстання і прагнучи запобігти кровопролиттю, разом з іншими соціал-демократами повернувся до в'язниці.  
Вночі 23 грудня супроводжуваний посиленим конвоєм до в'язниці з'явився начальник унтер-офіцерської школи капітан П. Рубцов і зажадав видати йому Кирієнка і есера І. Дев'ятова. За наказом Рубцова їх повів один з офіцерів, який незабаром повернувся до в'язниці і доповів про виконання наказу. Кирієнко був розстріляний на кризі Іртиша разом з іншими соціалістами і учасниками невдалого повстання в Омську. 
Сам Колчак розглядав нічні розстріли в Омську відомих меншовиків та есерів як «акт, спрямований проти мене, вчинений такими колами, які почали звинувачувати мене в тому, що я маю угоду з соціалістичними групами».

### Рекомендовані джерела
- Российский государственный исторический архив. Фонд 1278. Опись 1 (2-й созыв). Дело 193; Дело 603. Лист 17.